# Ахия (сын Ахитува)
Ахия (др.-евр. אֲחִיָּה בֶן אֲחִטוּב‬) — библейский персонаж. Потомок иудейского первосвященника Илия, сын Ахитува. Был коэном, несшим эфод перед Ковчегом Завета. По некоторым толкованиям Библии — первосвященник при Скинии в Силоме.
Принёс в стан царя Саула Ковчег Завета и этим способствовал победе над филистимлянами в битве при Михмасе (англ. Michmas).
По мнению некоторых библеистов, Ахия и Ахимелех — одно и то же лицо.
Упоминается в первой книге Царств (1Цар. 14:2-4,18-19,36).